# Parallactis plaesiodes
Parallactis plaesiodes is een vlinder uit de familie dominomotten (Autostichidae). De wetenschappelijke naam van deze soort is voor het eerst geldig gepubliceerd in 1920 door Meyrick.
De soort komt voor in het Afrotropisch gebied.